# Disco adesivo

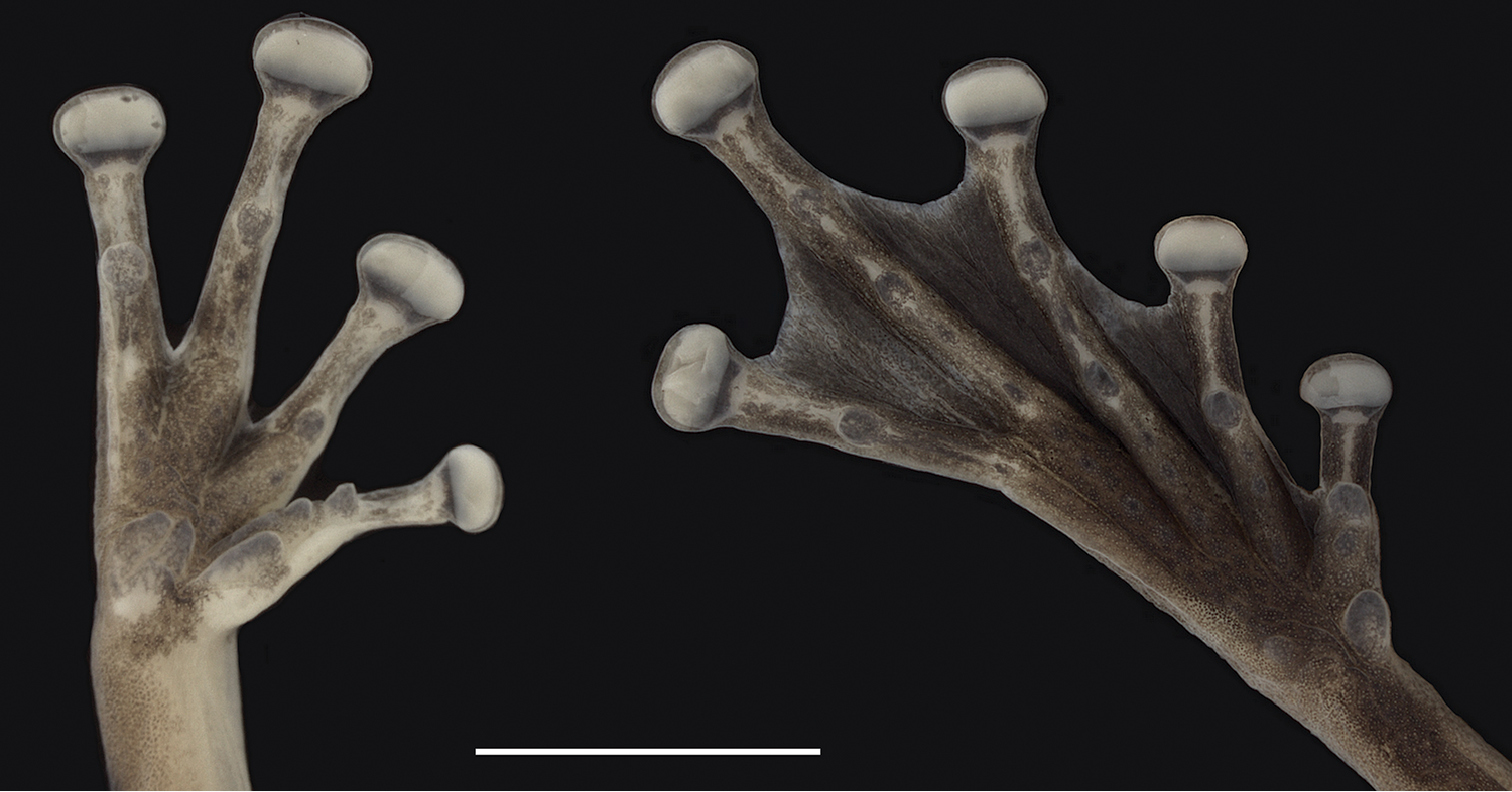
Imagem dos discos adesivos da Scinax onca.

Os discos adesivos são pequenas protuberâncias presentes nas extremidades dos dedos dos anuros da família Hylidae, conhecidos popularmente como pererecas. Tais saliências funcionam como se fossem ventosas, que permitem que os indivíduos possam escalar superfícies verticais, como árvores e paredes. É uma característica que diferencia as pererecas das rãs e dos sapos.